# Scutumara miyakei
Scutumara miyakei is een krabbensoort uit de familie van de Varunidae. De wetenschappelijke naam van de soort is voor het eerst geldig gepubliceerd in 1972 door Nakamura & Takeda.